# Louisa Lippmann
Louisa Lippmann (Herford, 23 de septiembre de 1994) es una deportista alemana que compite en voleibol, en la modalidad de playa. Ganó una medalla de bronce en el Campeonato Europeo de Vóley Playa de 2023, en el torneo femenino.

## Palmarés internacional
| Campeonato Europeo | Campeonato Europeo | Campeonato Europeo | Campeonato Europeo |
| Año                | Lugar              | Medalla            | Pareja             |
| ------------------ | ------------------ | ------------------ | ------------------ |
| 2023               | Viena (Austria)    | Medalla de bronce  | Laura Ludwig       |